# Skansnässjön
Skansnässjön (sydsamiska: Skansen-jäure) är en sjö i Storumans kommun och Vilhelmina kommun i Lappland och ingår i Ångermanälvens huvudavrinningsområde. Sjön har en area på 3,24 kvadratkilometer och ligger 500 meter över havet. Skansnässjön ligger i Skansnäsån Natura 2000-område. Sjön avvattnas av vattendraget Skansnäsån. Utefter sjöns norra och västra sida är orterna Sjöberg och Skansnäs belagda.

## Delavrinningsområde
Skansnässjön ingår i det delavrinningsområde (724771-151248) som SMHI kallar för Utloppet av Skansnässjön. Medelhöjden är 547 meter över havet och ytan är 24,05 kvadratkilometer. Räknas de 5 avrinningsområdena uppströms in blir den ackumulerade arean 73,71 kvadratkilometer. Skansnäsån som avvattnar avrinningsområdet har biflödesordning 4, vilket innebär att vattnet flödar genom totalt 4 vattendrag innan det når havet efter 400 kilometer. Avrinningsområdet består mestadels av skog (70 procent). Avrinningsområdet har 3,76 kvadratkilometer vattenytor vilket ger det en sjöprocent på 15,6 procent.